# Епархия Сяньсяня
Епархия Сяньсяня (лат. Dioecesis Scienscienensis) — епархия Римско-Католической Церкви, уезд Сяньсянь, городской округ Цанчжоу, провинция Хэбэй, Китай. Епархия Синтай входит в пекинскую архиепархию.

## История
30 мая 1856 года Святым Престолом был учрежден апостольский викариат Юго-Восточного Чжили, выделившийся из епархии Пекина.
3 декабря 1924 года апостольский викариат Юго-Восточного Чжили был переименован в апостольский викариат Сяньсяня. 11 апреля 1946 года апостольский викариат Сяньсян был преобразован в епархию Сяньсяня.

## Ординарии епархии

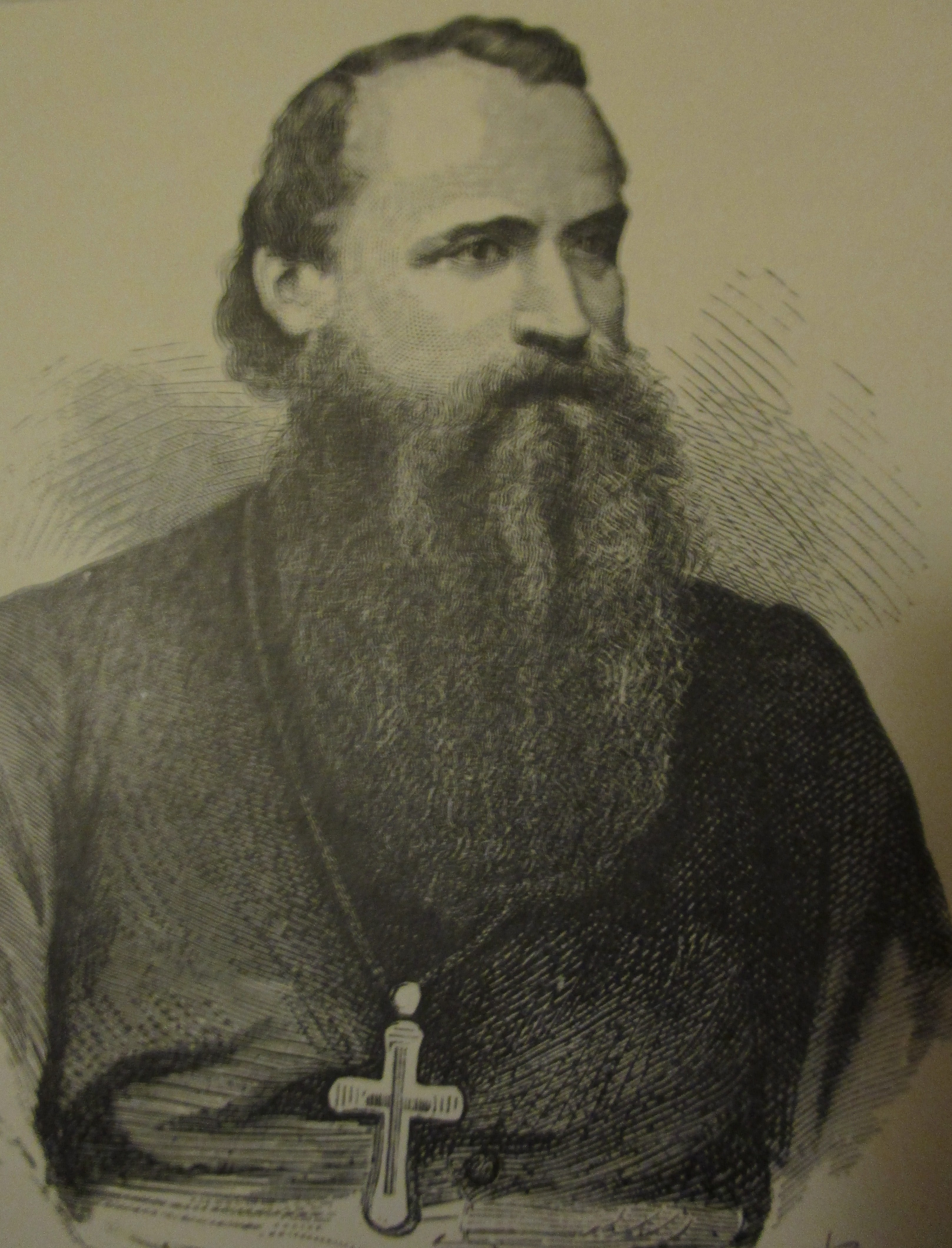
Епископ Дюбар (1826-1878).

- епископ Adrien-Hyppolyte Languillat SJ (30.05.1856 г. — 9.09.1864 г.) — апостольский викарий Апостольского викариата Юго-Восточного Чжили;
- епископ Edouard-Auguste Dubar SJ (9.09.1864 г. — 1.07.1878 г.) — апостольский викарий Апостольского викариата Юго-Восточного Чжили;
- епископ Henri-Joseph Bulté CM (14.03.1880 г. — 14.10.1900 г.) — апостольский викарий Апостольского викариата Юго-Восточного Чжили;
- епископ Henri Maquet SJ (20.07.1901 г. — 23.12.1919 г.) — апостольский викарий Апостольского викариата Юго-Восточного Чжили;
- епископ Henri Lécroart SJ (23.12.1919 г. — 2.12.1936 г.) — апостольский викарий Апостольского викариата Сяньсяня;
- епископ François-Xavier Zhao Zhen-sheng SJ. (2.12.1936 г. — 11.04.1946 г.) — апостольский викарий Апостольского викариата Сяньсяня;
- епископ François-Xavier Zhao Zhen-sheng SJ (11.04.1946 г. — 15.10.1968 г.) — ординарий епархии Сяньсяня;
- Sede vacante (с 15.10.1968 - по настоящее время)

## Источник
- Annuario Pontificio, Libreria Editrice Vaticana, Città del Vaticano, 2003, ISBN 88-209-7422-3